# Conservatorio Nacional de Música
Il Conservatorio Nacional de Música (Conservatorio Nazionale di Musica, in italiano) è un conservatorio di musica situato nel quartiere Polanco di Città del Messico.

## Storia
Il Conservatorio è stato fondato il 1 luglio 1866 dal sacerdote, insegnante e direttore di coro Agustín Caballero, con il sostegno della Società Filarmonica Messicana (Sociedad Filarmónica Mexicana) e dell'Imperatore Massimiliano I.
È la più antica scuola di musica ufficiale di Città del Messico (il più antico conservatorio del Messico e delle Americhe è il Conservatorio de las Rosas di Morelia, Michoacán, Messico, creato nel 1743) ed è l'istituzione ospitante la più antica orchestra sinfonica nel paese, Orquesta Sinfonica del Conservatorio Nacional, fondata nel 1881.
Dal 18 marzo 1949 il suo campus si trova nella sezione Polanco di Città del Messico in un complesso architettonico progettato e realizzato da Mario Pani.

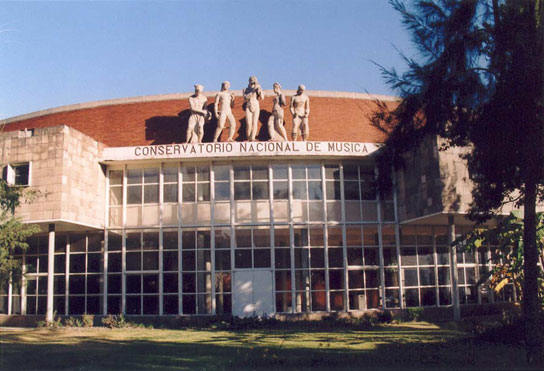
Front view of the National Conservatory of Music of Mexico.

## Ex allievi famosi
- Juan Arvizu, tenore lirico.[2]
- Carlos Chávez, compositore e direttore
- Julián Carrillo, compositore, direttore e teorico musicale
- Nestor Mesta Chayres, tenore lirico[3]
- Plácido Domingo, cantante d'opera e direttore
- Blas Galindo, compositore e direttore
- Luis Garcia-Renart, violoncellista
- Mario Lavista, compositore ed insegnante
- Eduardo Mata, compositore e direttore
- José Pablo Moncayo, compositore e direttore
- Jorge Federico Osorio, pianista
- Carlos Prieto, violoncellista
- Carlos Miguel Prieto, direttore
- Felix Carrasco, direttore
- Silvestre Revueltas, compositore e direttore
- Antonio Castillo de la Gala, pianista e compositore
- Eduardo Diazmuñoz, compositore, direttore e arrangiatore
- María Teresa Rodríguez, pianista
- Javier Torres Maldonado, compositore
- Luis Humberto Ramos, clarinettista
- Humberto Hernández Medrano, compositore
- Salvador Contreras, clarinettista
- Ricardo Bernal, tenore
- Saul Bitran, violinista
- Rolando Villazón, tenore
- Jose carlos de la vega basulto, pianista
- Francisco de Paula León Olea, compositore
- Arturo Márquez, compositore
- Jorge Alejandro Fernández, trombettista, cantante
- Alfredo Daza, baritono
- Verónica Tapia, compositore
- Gloria Tapia, compositore, musicologo
- Juan R. Ramírez Hernández, violinista, compositore, direttore

## Professori illustri
(Discipline principali indicate)
- Gerónimo Baqueiro Foster, storia della musica
- Eliosa de Baqueiro, storia della musica
- Gustavo Campa, composizione e direttore del Conservatorio[4]
- Julián Carrillo, composizione
- Carlos Chávez, composizione
- Ernesto Enríquez, storia della musica
- Blas Galindo, composizione
- Rodolfo Halffter, composizione, teoria della musica
- Eduardo Hernández Moncada, direzione corale, pianoforte, armonia, complessi d'opera
- Candelario Huízar, armonia, contrappunto e analisi
- Mario Lavista, composizione
- Agustín Loera, storia della cultura messicana
- Armando Luna Ponce, composizione
- Manuel María Ponce, composizione
- Carlos Vázquez, pianoforte
- Laura Mendez
- Vicente T. Mendoza, storia della musica
- José Pablo Moncayo, composizione, direzione
- Salvador Novo, letteratura messicana
- Julián Orbón, composizione
- Angelica Morales von Sauer, pianoforte
- Carlos Pellicer, letteratura messicana
- Silvestre Revueltas, violino, musica da camera, composizione, direzione
- María Teresa Rodríguez, pianoforte
- José Rolón, armonia, contrappunto e fuga
- Jesús C. Romero, storia della musica
- Luis Sandi, direzione corale
- Henryk Szeryng, violino
- Victor Loyo, pianoforte, chitarra
- Antonio Castillo de la Gala, pianoforte, composizione
- Jorge Alejandro Fernández, tromba, canto
- Gloria Tapia, compositore, musicologo